# Jürg Schubiger

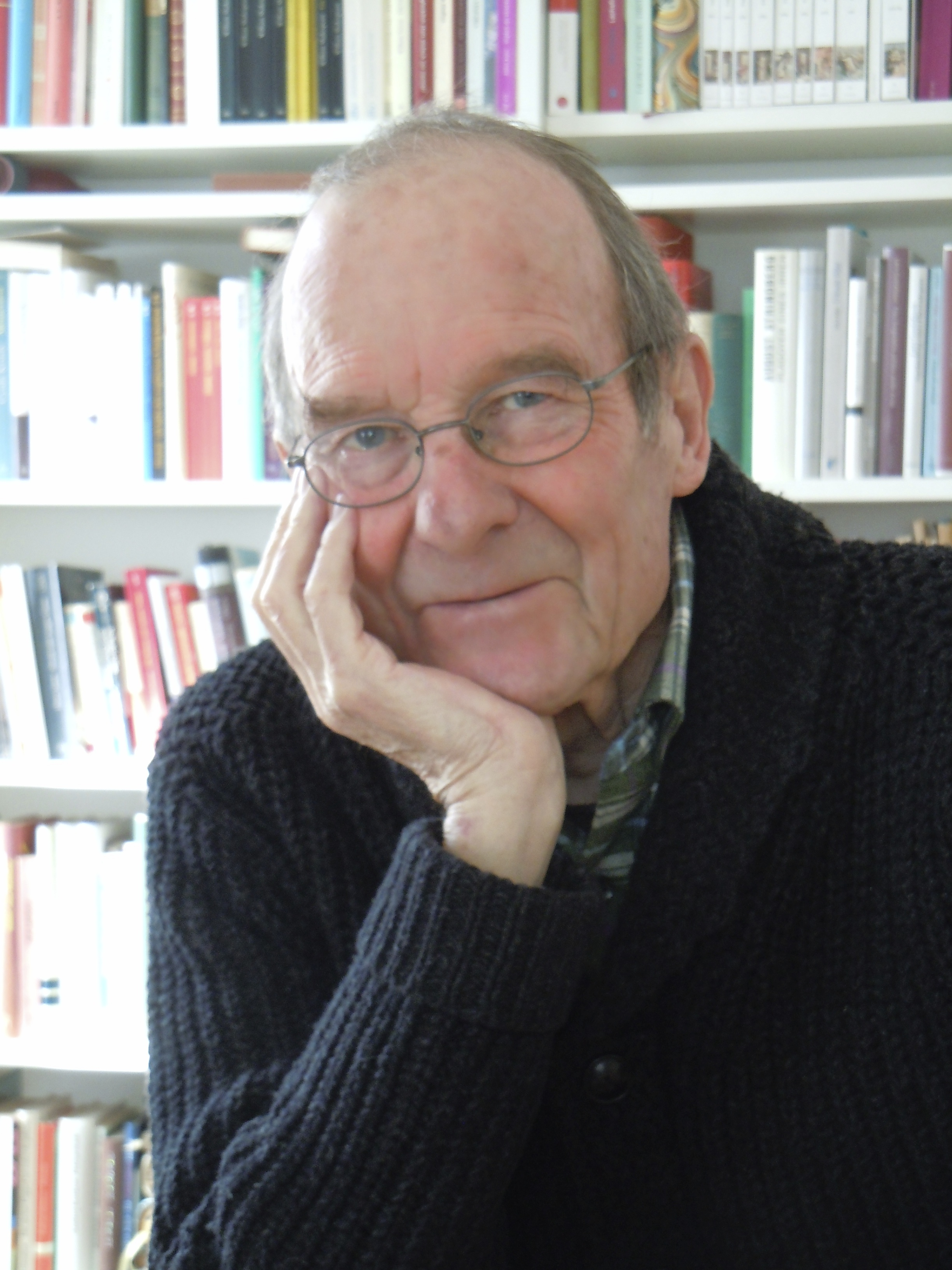
Schubiger (März 2014)

Jürg Schubiger (* 14. Oktober 1936 in Zürich; † 15. September 2014 ebenda) war ein Schweizer Psychologe und Schriftsteller, der besonders für seine Kinderbücher bekannt wurde.

## Leben
Jürg Schubiger ist als Sohn eines Verlegers in Winterthur aufgewachsen. Nach verschiedensten beruflichen Anläufen und Abbrüchen und längeren Aufenthalten in Südeuropa studierte er in Zürich Germanistik, Psychologie und Philosophie. Mit einer Dissertation über Franz Kafka schloss er 1969 sein Studium ab. Es folgten zehn Jahre Tätigkeit im pädagogischen Verlag seines Vaters. Ab 1979 arbeitete er vorwiegend als Psychologe in eigener Praxis – teilweise zusammen mit seiner zweiten Frau Renate Bänninger Schubiger. Später wurde das Schreiben zu seinem Hauptberuf. Jürg Schubiger wohnte in Zürich. Er wurde Vater von zwei Söhnen und zu Lebzeiten Grossvater von acht Enkelkindern.

## Literarisches Schaffen
Am Beginn des umfangreichen literarischen Werks von Jürg Schubiger stehen Gelegenheitstexte: poetische Reiseberichte, z. B. aus Korsika oder dem Tessin, die meisten bebildert mit eigenen Fotos, dazu auch Geschichten und Märchen, die er auf seinen Reisen gehört und notiert hatte. Veröffentlicht wurden sie ab Mitte der 1950er Jahre im Feuilleton der Winterthurer Zeitung Der Landbote. Der literarische Durchbruch gelang ihm Anfang der 1970er Jahre mit der Geschichtensammlung Die vorgezeigten Dinge (1971). Aufmachung, Verlag und ein Vorwort des Schriftsteller-Freundes Franz Hohler verweisen auf den Leserkreis der literarisch interessierten Erwachsenen. Viele Geschichten aber sind mehrfach adressiert und eignen sich auch für die Lektüre mit Kindern. Sie handeln von Alltäglichem, bei denen man immer auf befremdliche Veränderungen gefasst sein muss: etwa auf einen Stein, der atmet, auf einen Baum mit riesigen Äpfeln, auf einen eigensinnigen Ofen, auf ein Kleid, in dem man wohnen kann.
Zu den literarischen Merkmalen dieser «kurzen Prosa» gehören die thematische und sprachliche Konzentration, die Begrenzung der Figuren, des Raumes und der Zeit, der direkte Sprung in eine Situation, der pointierende Schluss und ein weitgehend neutraler, voraussetzungsloser Erzählgestus. Aus den traditionellen Formen des Märchens, der Sage, des Schwanks, der Fabel, der Parabel, der Kalendergeschichte oder der Anekdote entwickelt Jürg Schubiger seine eigenen, «modernen» Varianten. In den Hin- und Hergeschichten (1986) erprobt er die neu gefundene Erzählform in einem literarischen Spiel mit Franz Hohler. Der eine notiert einen Einfall, der andere nimmt das Stichwort auf und reagiert darauf mit einer eigenen Geschichte.
Auf Haus der Nonna (1980), eine Erzählung über eine Kindheit im Tessin der frühen 1940er Jahre, folgt 1983 Unerwartet Grün, ein Text mit tagebuchartigen Notizen. Ausgebreitet wird hier ein Geflecht von Naturbeobachtungen, Erinnerungen und Gedanken eines Wanderers, der ein ganzes Jahr hindurch immer wieder den gleichen Weg vom Tessiner Dorf aus zu einer höher gelegenen Alm geht – alleine, in voller Konzentration auf allmähliche Veränderungen und unverhoffte Anblicke.
Auf die lineare Entwicklung einer Handlung, auf psychologisch stringent ableitbare Eigenschaften von Figuren und auf einen allwissend kommentierenden Erzähler verzichtet Jürg Schubiger auch in seinen späteren Werken für Erwachsene. Stattdessen variiert er das Muster des Ausleuchtens von Einzelszenen, die erst in ihrer Zusammenschau ein facettenreiches Gesamtbild ergeben: von einer Reise, auf der die Hauptfigur, durch Zufälle gelenkt, sich von einer Begebenheit in die nächste treiben lässt (Hinterlassene Schuhe, 1989), von zunehmend vertraulichen Gesprächen zwischen zwei alternden Menschen, die sich über ihre Lebensumstände austauschen (Haller und Helen, 2002), von einer Frau auf der Suche nach ordnenden Linien in ihrer Biographie (Die kleine Liebe, 2008) und von einem Mann, der seine Wahrnehmungen, sein Gedächtnis und damit auch sein Leben nach einer schweren Krankheit neu ordnet (Nicht schwindelfrei, 2014). In dem Geschichtenzyklus Überall ist leicht zu verpassen (2012) nimmt er die Form der kurzen Prosa wieder auf und erzählt seinen Leserinnen und Lesern eine «ziemlich philosophische Geschichte», in der ein kleines Mädchen, ein wilder Wolf, ein starker Stier und eine grosse Frau die Hauptrollen spielen.
Dieses aus einer Überarbeitung früherer Geschichten entstandene Buch zeigt deutlich, dass es für Jürg Schubiger von Anfang an keine unüberwindbare Grenze zwischen dem Schreiben für Erwachsene und für Kinder gibt. Auf der einen Seite ist er sich dessen bewusst, dass er sich in einer anderen «Landschaft» befindet, wenn er für Kinder schreibt. Dazu sagt er selbst:«In dieser ‹Landschaft› gelten andere Regeln, es ist anderes Spiel. Das trifft es genauer als die ‹andere Sprache›: Es ist ein anderes Spiel.» Gleichzeitig zählt er darauf, dass seine Geschichten auf zwei Ebenen wirken: Kinder sollen ihre eigenen Anknüpfungspunkte finden, Erwachsene die Freude am Text nicht verlieren. Für Kinder schreiben heisst deshalb für ihn immer: «auch für Kinder».
Jürg Schubigers kinderliterarisches Werk ist umfangreich: Von 1978 bis 2013 umfasst es neben zahlreichen Beiträgen in Zeitungen, Zeitschriften und Anthologien 19 eigenständig publizierte Bücher. Dabei dominiert die Form der Geschichtensammlung; dazu kommen zwei umfangreichere Erzählungen (Mutter, Vater, ich und sie – 1997 und Die Geschichte von Wilhelm Tell – 2003), drei Bände mit Gedichten, vier Bilderbücher, illustriert von namhaften Künstlerinnen und Künstlern, und zwei Nacherzählungen klassischer literarischer Stoffe: Die Seltsamen Abenteuer des Don Quijote (2003) und, in Schweizer Mundart, De Strubelpeter (2010). Die nach 1995 erschienenen Texte wurden fast ohne Ausnahme in andere Sprachen und Kontexte übersetzt; darunter sind neben den europäischen auch kulturell stark differierende wie das Koreanische oder das Chinesische. Mit Ausgaben in 10 verschiedenen Ländern nimmt die Geschichtensammlung Als die Welt noch jung war (1995) dabei den Spitzenplatz ein.
Bei aller Vielfalt der Texte gibt es Themen und Darstellungsformen, die Jürg Schubiger bevorzugt. Eines seiner Lieblingsmotive ist der «Anfang»: «Nun gibt es aber sehr verschiedene Arten von Anfängen. Es gibt die Anfänge, die gewissermassen von Fanfaren markiert werden, die wie grosse Portale sind. Sie zeigen unmissverständlich: Hier ist der Eintritt in einen neuen Bereich. Und es gibt die kleineren Anfänge. In einem Alltagsablauf scheint ganz plötzlich etwas auf, das sich erst im Nachhinein, im Rückblick als ‹Anfang› herausstellt. Das kleine Aufmerken im Alltag, das zu diesem Anfang gehört, ist mir sehr wichtig geworden».
Nichts ist für einen Schriftsteller so ursprünglich wie sein Werkzeug: die Sprache. Jürg Schubiger widmet diesem Aspekt seine besondere Aufmerksamkeit. In Mutter, Vater, ich und sie stellt die Hauptfigur, ein philosophierender 10-jähriger Junge, gleich zu Beginn fest: «Die Wörter passen zu den Dingen. Und zwar so gut, dass man meistens gar nicht darüber nachdenkt» (S. 15). Denkt man darüber nach und öffnet sich dabei auch dem Hypothetischen, löst sich das Selbstverständliche unversehens wieder auf: «Warum gibt es überhaupt Gleiches und nicht nur Verschiedenes? Wenn alles verschieden wäre, hätten wir auch verschiedene Sprachen. Jedes Wort in jeder Sprache würde nur zu einem einzigen Ding, einem einzigen Wesen gehören, denn es gäbe ja alles nur einmal: einen Stuhl, einen Tisch, einen Teppich, ein Buch, ein Bett, einen Baum. Es gäbe nur einen Menschen, aber viele Wörter für ihn» (S. 65).
In dem reichen Kosmos von Schubigers Figuren gibt es viel Abwechslung. Bestimmte Konstellationen wiederholen sich: die zwischen Sohn und Vater gehört dazu, die zwischen Geschwistern, die zwischen Tier und Mensch. Oft sind es die Mädchen, die etwas Besonderes erleben: Sie begegnen einem Engel oder dem Tod, dem Glück oder der Langeweile. Märchenfiguren treten recht häufig auf; gewöhnliche und aussergewöhnliche Tiere ohnehin. Aber auch Dinge können zu Protagonisten werden: ein allwissendes Buch, ein grosses Brot, ein dickes Kleid, eine ganze Stadt, die Sonne, der Mond. Was die Figuren erleben, ist aussergewöhnlich, wird aber so erzählt, als wäre es das Selbstverständlichste der Welt: In dem dicken Kleid oder in dem grossen Brot kann man wohnen, es gibt Vögel, die zählen und Mädchen, deren Sprache aus Zahlen besteht, eine Familie lebt mit einem Auto zusammen und wie ein Daumen sich aufmacht, in die oberitalienische Stadt Pontetto zu wandern, kann sogar eine ganze Stadt über Land gehen.
Massgeblich für das Schreiben von Geschichten ist für Jürg Schubiger nicht die Bindung an eine fest umrissene Gattung, sondern die Orientierung an einer grundlegenden «Bauform». Ihn faszinieren die einfachen literarischen Erzählmuster mit ihren überblickbaren Anreihungen und Wiederholungen. «Wahrscheinlich mag ich Märchen auch deshalb, weil sie abstrakt sind; es geht nie wirklich um Charaktere, nicht einmal um Typen. Sie haben etwas von konkreter Malerei».  Ein literarisches Vorbild sieht Schubiger in der Sammlung italienischer Märchen von Italo Calvino. Seine poetische Leichtigkeit schätzt er mehr als den «grimmigen Ernst» der Brüder Grimm. «Da ist viel Klugheit und viel Augenzwinkern.»  Schubiger hat eine Vorliebe für den feinen, hintergründigen Humor und die sprachlich realisierte Komik in all ihren Schattierungen, vermeidet dabei aber die Schärfe der Satire ebenso wie Franz Kafkas literarischen Weg am Rande des Absurden.
Seine zunächst verstreut veröffentlichten «Kindergedichte» hat Jürg Schubiger 2010 in einer von Wibke Oeser illustrierten Sammlung herausgebracht und zu diesem Anlass auch neue geschrieben. In diesem sehr ansprechend gestalteten Buch mit dem Titel Der Wind hat Geburtstag kann man die Themen und Formen seiner Lyrik gut überblicken. Die Sammlung widmet sich der Fülle kindlicher Erfahrungsmöglichkeiten: mit Mutter und Vater, mit Menschen und Tieren, mit Jahreszeiten und Natur, mit Trauer und Glück, mit den Ausdrucksmöglichkeiten der Sprache und mit den literarischen Strukturen der Lyrik, zum Staunen wie zum Fragen. Auch das mit Problemen Beladene wird nicht ausgeklammert.
Seit jeher sind Jürg Schubigers Kinderbücher ohne Illustrationen nicht zu denken. Die dienen nicht als schmückendes Beiwerk oder als blosse Einstimmung, sondern haben als interpretierende Kommentare ihr eigenes Gewicht. Das gilt insbesondere für die drei ausgezeichneten Bilderbücher Der weisse und der schwarze Bär (2007), Als der Tod zu uns kam (2011) und Das Kind im Mond (2013).
Gefragt, was er mit seinem literarischen Schreiben für Erwachsene wie für Kinder erreichen wolle, hat Jürg Schubiger wie folgt geantwortet:
«Dass diese Form des Schreibens nicht von einer ausdrücklichen Absicht geleitet sein kann, versteht sich von selbst. Die Frage: Was wollen Sie mit Ihren Geschichten erreichen? geht hier also daneben. Ich freue mich, etwas zu erreichen, bin aber auf nichts Bestimmtes aus. Eine anregendere Fragevariante wäre: Wenn Sie Absichten hätten, welche wären es? Was würde zu Ihnen und Ihren Überzeugungen passen? Meine Antwort würde lauten: Ich würde den Leser dazu bringen wollen,
1. dass er das Vieldeutige mit Vergnügen aushält,
2. dass er im Gegensätzlichen mehr das sich Ergänzende, sich gegenseitig Bedingende als das sich Ausschliessende sieht,
3. dass er auf die Dinge achtet, die mit ihm da sind, so und nicht anders, dieses staubige Fahrrad, dieser Streifen Licht auf dem Teppich, dieser tropfende Wasserhahn,
4. dass er im Möglichen, im Herbeigespielten das überaus Wirkliche entdeckt, und
5. dass er merkt, dass solche Absichten besser im Konjunktiv bleiben.»

Schubigers Nachlass befindet sich im Schweizerischen Literaturarchiv in Bern.

## Auszeichnungen
- 1996: Deutscher Jugendliteraturpreis (Kinderbuch) für Als die Welt noch jung war, Illustrationen von Rotraut Susanne Berner
- 1996: Schweizer Jugendbuchpreis für Als die Welt noch jung war
- 1997: Zilveren Griffel für Als die Welt noch jung war
- 2003: Schillerpreis der Zürcher Kantonalbank für Haller und Helen
- 2004: LUCHS für Seltsame Abenteuer des Don Quijote
- 2005: Schweizer Jugendbuchpreis für Die Geschichte von Wilhelm Tell
- 2008: Hans Christian Andersen-Preis
- 2009: Zolliker Kunstpreis für Die kleine Liebe
- 2010: LUCHS für Der Wind hat Geburtstag
- 2014: Rattenfänger-Literaturpreis mit Aljoscha Blau für Das Kind im Mond

## Werke

### Prosa und Lyrik
- Barbara. Erzählung. Tschudy, St. Gallen 1956
- Guten Morgen. Eine Erzählung. Tschudy, St. Gallen 1958
- Die vorgezeigten Dinge. Geschichten. Zytglogge, Gümligen 1972, ISBN 3-7296-0010-9
- Haus der Nonna. Eine Kindheit in Tessin (mit Joli Schubiger-Cedraschi). Huber, Frauenfeld 1980; überarbeitete Neuausgabe: Limmat, Zürich 1996, ISBN 3-85791-270-7
- Unerwartet grün. Luchterhand, Darmstadt 1983, ISBN 3-472-86564-4
- Hin- und Hergeschichten (mit Franz Hohler). Nagel & Kimche, Zürich 1986, ISBN 3-312-00118-8; Fischer Taschenbuch, Frankfurt am Main 1989, ISBN 3-596-29258-1
- Hinterlassene Schuhe. Roman. Nagel & Kimche, Zürich 1989, ISBN 3-312-00142-0
- Haller und Helen. Roman. Haymon, Innsbruck 2002, ISBN 3-85218-396-0
- Das Ausland. Hammer, Wuppertal 2003, ISBN 3-87294-929-2
- Du stehst in meinen Leben herum. Journal zu zweit (mit Renate Schubiger). Zytglogge, Oberhofen 2004, ISBN 3-7296-0681-6
- Die kleine Liebe. Roman. Haymon, Innsbruck 2008, ISBN 978-3-85218-558-3
- Überall ist leicht zu verpassen. Eine ziemlich philosophische Geschichte (mit Jutta Bauer). Verlagshaus Jacoby & Stuart, Berlin 2012, ISBN 978-3-941787-65-0
- Zwei, die sich lieben. (Gedichte zu Bildern von Wolf Erlbruch). Hammer, Wuppertal 2012, ISBN 978-3-7795-0371-2
- Nicht schwindelfrei. Roman. Haymon, Innsbruck-Wien 2014, ISBN 978-3-7099-7139-0

### Kinder- und Jugendbücher
- Dieser Hund heisst Himmel. Tag- und Nachtgeschichten. Beltz und Gelberg, Weinheim 1978, ISBN 3-407-80541-1
- Das Löwengebrüll. Märchen, Geschichten. Beltz und Gelberg, Weinheim 1988, ISBN 3-407-80190-4
- Als die Welt noch jung war.  Illustrationen von Rotraut Susanne Berner. Beltz und Gelberg, Weinheim 1995, ISBN 3-407-79653-6; Taschenbuch ebd. 2000, ISBN 3-407-78393-0
- Mutter, Vater, ich und sie. Erzählung. Beltz und Gelberg, Weinheim 1997, ISBN 3-407-79748-6; Taschenbuch ebd. 2001, ISBN 3-407-78479-1
- Wo ist das Meer? Geschichten. Beltz und Gelberg, Weinheim 2000, ISBN 3-407-79806-7; Taschenbuch ebd. 2003, ISBN 3-407-78554-2
- Seltsame Abenteuer des Don Quijote. Aufbau, Berlin 2003, ISBN 3-351-04046-6
- Die Geschichte von Wilhelm Tell. Nagel & Kimche, München 2003, ISBN 3-312-00942-1; DTV, München 2006, ISBN 3-423-62268-7
- Aller Anfang (mit Franz Hohler). Beltz und Gelberg, Weinheim 2006, ISBN 3-407-79914-4
- Der weisse und der schwarze Bär. Illustrationen von Eva Muggenthaler. Hammer, Wuppertal 2007, ISBN 978-3-7795-0078-0
- Zebra, Zecke, Zauberwort. Illustrationen von Isabel Pin. Hammer, Wuppertal 2009, ISBN 978-3-7795-0226-5
- Der Wind hat Geburtstag. Illustrationen von Wiebke Oeser. Hammer, Wuppertal 2010, ISBN 978-3-7795-0282-1
- De Strubelpeter. Mundartfassung. Elfundzehn, Eglisau 2010, ISBN 978-3-905769-20-3
- Als der Tod zu uns kam. Illustrationen von Rotraut Susanne Berner. Hammer, Wuppertal 2011, ISBN 978-3-7795-0312-5
- Als die Welt noch jung war und die anderen Geschichten. Sammelband. Beltz und Gelberg, Weinheim 2011, ISBN 978-3-407-79997-5
- Das Kind im Mond. Illustrationen von Aljoscha Blau. Hammer, Wuppertal 2013, ISBN 978-3-7795-0434-4
- Schon wieder was!. Illustrationen von Wolf Erlbruch. Hammer, Wuppertal 2014, ISBN 978-3-7795-0486-3
- Tausend Dummheiten. Illustrationen von Eva Muggenthaler. Hammer, Wuppertal 2016, ISBN 978-3-7795-0558-7
- Mein Bruder und ich und die Katze im Wald. Illustrationen von Eva Muggenthaler. Hammer, Wuppertal 2021, ISBN 978-3-7795-0649-2
- Eines Nachts im Paradies. Illustrationen von Rotraut Susanne Berner. Hammer, Wuppertal 2022, ISBN 978-3-7795-0675-1

### Hörspiele
- Bitte reden Sie weiter. Regie Barbara Schlumpf. Zürich, DRS I 1994
- Die ersten sieben Tage. Regie Barbara Schlumpf. Zürich, DRS I 1996
- Ans Ende der Welt. Regie Buschi Luginbühl. Zürich, DRS I 1999
- Der Zusammenstoss (mit Franz Hohler). Regie Barbara Schlumpf. Zürich, DRS I 2000
- De Tell und sin Bueb. Regie Geri Dillier. Zürich, DRS I 2006
- Haller und Helen. Regie Geri Dillier. Zürich, DRS I und II 2012

### Vorträge, Reden, Essays
- Franz Kafka. Die Verwandlung. Eine Interpretation. Atlantis, Zürich 1969 (= Zürcher Beiträge zur deutschen Literatur und Geistesgeschichte, Band 34, zugleich Dissertation an der Universität Zürich 1969 DNB 571652549).
- Immer und ewig Pestalozzi? Kinder- und Jugendliteratur zwischen Pädagogik, Literatur und Philosophie. In: Neue deutsche Literatur, Bd. 45, 1997
- Für Kinder schreiben. Randnotizen. In: Lesen und Schreiben im offenen Unterricht. Hg. von Andrea Bärtschi-Kaufmann, Sabe, Zürich 1998
- Kinderliteratur im Gespräch. In: Lesezeichen. Mitteilungen des Lesezentrums der Pädagogischen Hochschule Heidelberg 1999
- Meine Geschichten – wie Illustratorinnen und Illustratoren sie erzählen. In: Nebenan. Der Anteil der Schweiz an der deutschsprachigen Kinder- und Jugendliteratur. Chronos, Zürich 1999
- Abends ist immer ein Buch auf Besuch. Über das Vorlesen am Bettrand. In: 1000 und 1 Buch, Wien 2005
- Jesus lacht nicht. In: Der Mann im Nu. Jesusgeschichten aus der Schweiz. Hg. von a+w, Aus- und Weiterbildung der Pfarrerinnen und Pfarrer, Zürich 2005
- Wie wichtig bin ich? In: Schriftsteller predigen. Hg. von Matthias Zeindler, Theologischer Verlag, Zürich 2006
- Was mir beim Schreiben vorschwebt. Jahresgabe 2008, Freundeskreis des Instituts für Jugendbuchforschung, Frankfurt a. M. 2010